# Danny Santoya
Danny Manuel Santoya Otero (Cartagena de Indias, 24 aprile 1988) è un calciatore colombiano, attaccante del Fursan Caracas.

## Carriera

### Club
Ha giocato nella massima serie dei campionati colombiano, iraniano e peruviano.